# Turismul în Bulgaria
Turismul este un sector economic important al Bulgariei. Situată la răscrucea dintre Orient și Vest, Bulgaria a fost casa multor civilizații: traci, greci, romani, romani răsăriteni sau bizantini, slavi, bulgari și otomani. Țara este bogată în obiective turistice și artefacte istorice, împrăștiate printr-un teritoriu relativ mic și ușor accesibil. Bulgaria este cunoscută la nivel internațional pentru stațiunile sale de pe litoral și de iarnă.
Bulgaria a atras aproape 12 milioane de turiști străini în 2017, potrivit Băncii Mondiale.  Turiștii din cinci țări (România, Turcia, Grecia, Germania și Rusia) reprezintă aproximativ 50% din totalul vizitatorilor. Sectorul a contribuit la 15% din PIB și a susținut 150.000 de locuri de muncă în 2014.
În această țară, sunt mai multe locuri istorice, precum și stațiuni de iarnă, ca Boroveț, Bansko și Pamporovo. Alte stațiuni, ca Nessebar, Sozopol și Varna se află pe coasta Mării Negre și sunt populare vara.

## Atracții turistice

### Situri ale Patrimoniului Mondial UNESCO și Lista Patrimoniului Cultural Imaterial
În Bulgaria există zece situri incluse în Patrimoniul Mondial UNESCO. Primele patru proprietăți au fost înscrise pe Lista Patrimoniului Mondial în 1979, iar ultima în 2017. Bulgaria are în prezent șaisprezece proprietăți suplimentare pe Lista indicativă. Nestinarstvo, un dans ritual al focului de origine tracică, este inclus în lista Patrimoniului Cultural Imaterial UNESCO.
|                 |
| Mănăstirea Rila |

|                                 |
| Mormântul tracic de la Kazanlăk |

|                 |
| Biserica Boiana |

|                      |
| Călărețul din Madara |

|                                 |
| Mormântul tracic de la Sveștari |

|                                   |
| Bisericile rupestre de la Ivanovo |

|                          |
| Orașul antic din Nesebăr |

|                       |
| Parcul Național Pirin |

|                              |
| Rezervația naturală Srebărna |

|                                                 |
| Pădurile bătrâne de fag ale Balcanilor Centrali |

|                                           |
| Nestinarstvo/Anastenaria - obicei popular |

|                   |
| Covor de Ciprovți |

|                        |
| Surva, jocuri cu măști |

|                               |
| Târgul de folclor Koprivștița |

|           |
| Martenița |

### Turism etnic, cultural și istoric
Patrimoniul cultural bulgar are multe fețe și manifestări - rezervații și monumente arheologice, muzee, galerii, calendar cultural bogat, folclor păstrat și monumente arhitecturale magnifice.

#### Monumente și situri istorice
|                           |
| Țareveț și Veliko Tărnovo |

|                           |
| Catedrala Alexandr Nevski |

|                                |
| Adunarea Națională a Bulgariei |

|                      |
| Monumentul din Șipka |

|                           |
| Teatrul roman din Plovdiv |

|            |
| Perperikon |

|           |
| Baba Vida |

|                     |
| Castelul din Balcic |

|                         |
| Podul Diavolului (Arda) |

|                     |
| Nicopolis ad Istrum |

|                                     |
| Mormântul tracic de la Aleksandrovo |

|                     |
| Cetatea Belogradcik |

|                |
| Dohodno Zdanie |

|                       |
| Bazilica Mare, Pliska |

|                      |
| Pod acoperit, Loveci |

|                   |
| Cetățuia lui Asan |

|            |
| Euxinograd |

|                                                 |
| Monumentul a 1300 de ani din Bulgaria din Șumen |

|                       |
| Fortăreața din Cerven |

|              |
| Villa Armira |

|          |
| Buzludja |

|               |
| Palatul Vrana |

|                        |
| Monumentul Asăneștilor |

|                              |
| Mormântul tracic de la Tatul |

#### Muzee
|                            |
| Muzeul Național de Istorie |

|                               |
| Muzeul Național de Arheologie |

|                                   |
| Galeria Națională de Artă Străină |

|                                     |
| Muzeul Național de Istorie Militară |

|                                     |
| Muzeul Național de Istorie Naturală |

|                             |
| Muzeul de Istorie din Sofia |

|                                         |
| Muzeul Național "Vasil Levski", Karlovo |

|                                    |
| Muzeul Național al Transporturilor |

|                |
| Muzeul Dorkovo |

|                     |
| Panorama din Plevna |

|                           |
| Agușevi konați, Moghilița |

|                                |
| Muzeul trandafirului, Kazanlăk |

|                    |
| Observatorul Rojen |

|                |
| Muzeul vinului |

|                            |
| Muzeul Umorului și Satirei |

|                      |
| Delfinariu din Varna |

|                          |
| Muzeul minerului, Pernik |

|                                |
| Muzeul de Arheologie din Varna |

|                                |
| Muzeul Artei Socialiste, Sofia |

|                           |
| Muzeul Mozaicului, Devnea |

#### Comori tracice
Tracii au făcut obiecte de aur și argint frumos ornamentate, cum ar fi diverse tipuri de vase, rhytoni, măști faciale, pectorale, bijuterii, arme etc. Obișnuiau să îngroape tezaure bogate de obiecte prețioase atât pentru a le ascunde în vremuri de invazii și tulburări inamice, cât și în scopuri rituale. Până în prezent, au fost dezgropate peste 80 de comori tracice în Bulgaria, care a fost leagănul civilizației tracice. 
|                           |
| Comoara din Panaghiuriște |

|                                      |
| Comoara din Rogozen (Rogozen, Vrața) |

|                                           |
| Comoara din Vălcitrăn (Vălcitrăn, Plevna) |

|                            |
| Masca de aur a lui Teres I |

|                                                                     |
| Cap din bronz al lui Seuthes al III-lea găsit în Goliamata Kosmatka |

|                     |
| Comoara din Lukovit |

|                     |
| Comoara din Letnița |

|                              |
| Comoara tracică din Iakimovo |

|                              |
| Comoara tracică din Ravnogor |

|                                                    |
| Un colier de aur trac găsit în Arabadjiiska Mogila |

|                               |
| Figurine de aur din Sinemoreț |

|                              |
| Coif tracic găsit la Pletena |

|                         |
| Vazovo Thracian Pegasus |

|                  |
| Kralevo Treasure |

|                                              |
| Golden treasure found in the Sveshtari Mound |

|                                |
| King Cotys I's Borovo Treasure |

|                                                       |
| Odrysian Wreath of Cersobleptes, Zlatinica-Malomirovo |

|                                     |
| Mogilanska Mogila funeral offerings |

#### Turismul rural
Casa sătească bulgară este o întruchipare a statutului social, meșteșugului și a tradițiilor proprietarului. Multe clădiri vechi care demonstrează acest tip de arhitectură – de exemplu în satele Arbanasi, Leshten, Kovachevitsa, Melnik – s-au păstrat până în zilele noastre.
|               |
| Koprivshtitsa |

|        |
| Troyan |

|      |
| Etar |

|          |
| Dryanovo |

|       |
| Elena |

|         |
| Tryavna |

|                 |
| Lovech, Varosha |

|           |
| Bozhentsi |

|              |
| Kovachevitsa |

|          |
| Zheravna |

|          |
| Arbanasi |

|           |
| Zlatograd |

|              |
| Shiroka Laka |

|        |
| Melnik |

|         |
| Leshten |

|       |
| Dolen |

|           |
| Brashlyan |

|           |
| Stefanovo |

|        |
| Kosovo |

|          |
| Tutrakan |

#### Turismul urban tip city-break
|       |
| Sofia |

|         |
| Plovdiv |

|       |
| Varna |

|        |
| Burgas |

|                           |
| Ruse, "The Little Vienna" |

|                |
| Veliko Tarnovo |

|          |
| Svishtov |

#### Mănăstirile
În cursul secolului al XIII-lea și mai ales în timpul secolului al XIV-lea construcția mănăstirilor a prosperat. Din cauza vremurilor tulburi multe mănăstiri semănau cu fortărețele. De obicei aveau formă dreptunghiulară, iar clădirile înconjurau o curte în care se afla biserica principală. Din exterior aveau ziduri înalte de piatră întărite cu contraforturi, iar din interior erau galerii cu mai multe magazine care duceau spre chiliile călugărilor.
|                |
| Rila Monastery |

|                  |
| Rozhen Monastery |

|                    |
| Bachkovo Monastery |

|                  |
| Troyan Monastery |

|                    |
| Drianovo Monastery |

|                    |
| Sokolski Monastery |

|                       |
| Cherepishki Monastery |

|                  |
| Shipka Monastery |

|                 |
| Zemen Monastery |

|                   |
| Aladzha Monastery |

|                     |
| Basarbovo Monastery |

|                           |
| Transfiguration Monastery |

#### Biserici
|               |
| Boyana Church |

|                    |
| Rock-hewn Churches |

|                      |
| Churches of Nessebar |

|                                              |
| Church of the Nativity of Christ in Arbanasi |

|                                                      |
| Church of Sveta Arhangeli Mikhail & Gavril, Arbanasi |

|                            |
| Church of St Petka, Vukovo |

|                                   |
| Church of St Demetrius, Boboshevo |

|                                                   |
| Church of the Holy Mother of God, Asen's Fortress |

|                             |
| Church of St Peter, Berende |

|                             |
| Saint Nicholas, Slokostitsa |

#### Festivaluri și evenimente
|                               |
| Rozhen National Folklore Fair |

|                            |
| Epiphany's horo in Kalofer |

|                                |
| Festival of the rose, Kazanlak |

|                  |
| Spirit of Burgas |

|                   |
| Kavarna Rock Fest |

|                              |
| July Morning, at Kamen Bryag |

|                                             |
| Paneurhythmy dances at the Seven Rila Lakes |

|                           |
| Tsarevets Sound and Light |

|                         |
| Surva, Masquerade games |

|                             |
| Koprivshtitsa folklore fair |

### Stațiuni și turism în natură

#### Stațiuni la mare
Coasta bulgară a Mării Negre este pitorească și diversă. Plajele cu nisip alb și auriu ocupă aproximativ 130 km din cei 378 km de lungime de coastă. Temperaturile din timpul lunilor de vară sunt foarte potrivite pentru turismul marin, iar temperatura apei permite scăldatul în mare din mai până în octombrie. Înainte de 1989, coasta bulgară a Mării Negre era cunoscută la nivel internațional sub numele de Riviera Roșie. De la căderea Cortinei de Fier, însă, porecla sa a fost schimbată în Riviera Bulgariei.
|         |
| Rusalka |

|           |
| Primorsko |

|         |
| Kavarna |

|        |
| Albena |

|       |
| Kiten |

|              |
| Golden Sands |

|                        |
| Constantine and Helena |

|        |
| Irakli |

|         |
| Ahtopol |

|            |
| Sinemorets |

|         |
| Kamchia |

|       |
| Dyuni |

|         |
| Sozopol |

|         |
| Pomorie |

|               |
| Shkorpilovtsi |

|       |
| Byala |

|             |
| Sunny Beach |

|        |
| Balcic |

|       |
| Obzor |

|            |
| Sveti Vlas |

#### Drumeții și schi
Țara are mai multe zone de schi care oferă condiții excelente pentru schi, snowboard, schi running și alte sporturi de iarnă.
|        |
| Bansko |

|          |
| Borovets |

|           |
| Pamporovo |

|         |
| Osogovo |

|        |
| Razlog |

|            |
| Malyovitsa |

|         |
| Vitosha |

|       |
| Uzana |

## Parcuri naționale
Bulgaria are 3 parcuri naționale, 11 parcuri naturale și 55 de rezervații naturale. Primul parc natural din Bulgaria și Peninsula Balcanică este Parcul Natural Vitoșa, înființat în 1934.
|                     |
| Pirin National Park |

|                    |
| Rila National Park |

|                              |
| Central Balkan National Park |

|                       |
| Belasitsa Nature Park |

|                      |
| Bulgarka Nature Park |

|                     |
| Vitosha Nature Park |

|                          |
| Golden Sands Nature Park |

|                     |
| Persina Nature Park |

|                           |
| Sinite Kamani Nature Park |

|                       |
| Strandzha Nature Park |

|                          |
| Rusenski Lom Nature Park |

|                             |
| Shumensko Plato Nature Park |

### Peșteri și cascade
Până în 2002, în Bulgaria au fost descoperite aproximativ 4.500 de formațiuni subterane. Cele mai vechi înregistrări scrise despre peșterile din Bulgaria se găsesc în manuscrisele personajului și istoricului renașterii naționale bulgare din secolul al XVII-lea Petar Bogdan. Prima societate speologică bulgară a fost înființată în 1929. Peșterile din țară sunt locuite de peste 700 de specii de nevertebrate și de 32 din cele 37 de specii de lilieci găsite în Europa.
|                     |
| Devil's Throat Cave |

|                 |
| Bacho Kiro cave |

|                 |
| Devetashka cave |

|          |
| Ledenika |

|             |
| Magura Cave |

|          |
| Prohodna |

|             |
| Saeva dupka |

|                  |
| Snezhanka (cave) |

|           |
| Uhlovitsa |

|                 |
| Babsko Praskalo |

|             |
| Borov Kamak |

|      |
| Emen |

|                 |
| Raysko Praskalo |

|                    |
| Etropole Waterfall |

|                    |
| Karlovsko Praskalo |

|                |
| Krushuna Falls |

|                        |
| Popinolashki waterfall |

|                      |
| Skakavitsa Waterfall |

### Forme de relief și formațiuni ale naturii
|                  |
| Seven Rila Lakes |

|                     |
| The Stone Mushrooms |

|                    |
| Belogradchik Rocks |

|                  |
| The Stone Desert |

|               |
| Trigrad Gorge |

|               |
| Stob Pyramids |

|                  |
| Zlatnite Mostove |

|                   |
| Marvelous Bridges |

|             |
| Iskar Gorge |

|         |
| Ritlite |

|                       |
| Melnik Earth Pyramids |

|                         |
| Rock wedding, Kardzhali |

## Statistici

### Sosiri după țară
Majoritatea vizitatorilor care soseau în Bulgaria pe termen scurt proveneau din următoarele țări de naționalitate:    
| Poziție | Țară              | 2019       | 2018       | 2017       | 2016      | 2015      |
| ------- | ----------------- | ---------- | ---------- | ---------- | --------- | --------- |
| 1       | România           | 3.400.340  | 2.035.606  | 1.943.436  | 1.743.697 | 1.499.854 |
| 2       | Turcia            | 1.628.231  | 1.534.809  | 1.437.276  | 1.312.895 | 1.237.841 |
| 3       | Grecia            | 1.277.610  | 1.290.313  | 1.272.997  | 1.157.062 | 1.024.527 |
| 4       | Germania          | 1.245.400  | 1.063.502  | 1.046.219  | 1.003.030 | 826.142   |
| 5       | Serbia            | 679.336    | 632.902    | 541.303    | 490.668   | 501.091   |
| 6       | Macedonia de Nord | 670.450    | 609.591    | 583.026    | 562.365   | 506.052   |
| 7       | Ucraina           | 596.993    | 487.400    | 388.645    | 342.214   | 310.777   |
| 8       | Regatul Unit      | 589.342    | 424.384    | 352.054    | 281.777   | 250.038   |
| 9       | Rusia             | 460.770    | 522.085    | 565.754    | 589.844   | 493.989   |
| 10      | Polonia           | 445.316    | 474.984    | 424.724    | 388.833   | 285.455   |
| 11      | Franța            | 250.014    | 260.099    | 231.348    | 195.571   | 171.305   |
| 12      | Israel            | 246.404    | 245.567    | 209.304    | 183.846   | 155.276   |
| 13      | Cehia             | 214.550    | 236.265    | 209.218    | 219.349   | 160.978   |
| 14      | Austria           | 214.179    | 217.541    | 216.986    | 204.489   | 175.024   |
| 15      | Țările de Jos     | 176.122    | 193.362    | 183.755    | 147.882   | 125.378   |
| 16      | Italia            | 167.658    | 181.770    | 177.250    | 152.078   | 143.446   |
| 17      | Belgia            | 155.367    | 170.146    | 152.739    | 119.429   | 100.777   |
| 18      | Ungaria           | 111.132    | 102.956    | 111.405    | 118.805   | 102.189   |
| 19      | Statele Unite     | 109.283    | 101.220    | 90.963     | 82.465    | 81.979    |
| 20      | Slovacia          | 87.227     | 101.887    | 81.318     | 78.167    | 74.770    |
| Total   | Total             | 14.450.400 | 11.596.167 | 10.604.396 | 9.316.624 |           |